# Dromen... zijn bedrog (musical)
Dromen... zijn bedrog is een oorspronkelijke Nederlandse musical van Beeldenstorm en Harry Kies Theaterprodukties, die in seizoen 2009/2010 te zien was in de Nederlandse theaters. De voorstelling is geregisseerd door Frank Lammers en geschreven door Dick van den Heuvel en Sjoerd Kuyper. De voorstelling ging op 15 oktober 2009 in première in het oude Luxor Theater te Rotterdam.

## Inhoud
Dromen... zijn bedrog is een musicalkomedie over een oerechte Nederlandse familie, die samenkomt rond het overlijden van hun opa. In de voorstelling zijn bekende hits uit 50 jaar Nederpop verwerkt.

## Rolverdeling
- Vera Mann - Sophie
- Remko Vrijdag - Aris
- Jelka van Houten - Venus
- Heddy Lester - Loes
- Joel de Tombe - Kecks
- Robin van den Heuvel - Venus (alternate)

## Creatief team
- Frank Lammers - regie
- Dick van den Heuvel en Sjoerd Kuyper - script
- Jan Tekstra - muziek
- Harry Kies - producent
- Gerard Cornelisse - idee, concept en producent
- Michiel Morssinkhof - uitvoerend producent

## Live Musici
- Rients Draaisma - Gitaar
- Tim Bakker - Gitaar
- Fokke de Jong - Drums
- Merlijn Nash - Toetsen
- Dennis Hemstra - Basgitaar

## Prijzen
Dromen... zijn bedrog heeft 4 John Kraaijkamp Musical Awards 2010 gewonnen, en ontving 10 nominaties voor deze prijzen:
- Beste vrouwelijke hoofdrol in een kleine musical - Vera Mann (nominatie)
- Beste vrouwelijke hoofdrol in een kleine musical - Heddy Lester (nominatie)
- Beste mannelijke hoofdrol in een kleine musical - Remko Vrijdag (nominatie)
- Beste vrouwelijke bijrol in een kleine musical - Jelka van Houten (prijs)
- Aanstormend talent - Joel de Tombe (nominatie)
- Beste regie - Frank Lammers (prijs)
- Beste script - Dick van den Heuvel en Sjoerd Kuyper (prijs)
- Beste muziek / arrangementen - Jan Tekstra (prijs)
- Beste lichtontwerp - Uri Rapaport (nominatie)
- Beste geluidsontwerp - Marc Bayens (nominatie)